# Kiribatský dolar
Kiribati je nezávislý ostrovní stát v Pacifiku. Svoji nezávislost vyhlásil v roce 1979. Oficiálním platidlem je zde australský dolar (AUD).
Dohoda mezi Austrálií a Kiribati však umožňuje razit vlastní kiribatské mince. Ty nejsou plnohodnotnou nezávislou měnou, nemají vlastní ISO 4217 kód. Kiribatský dolar má paritní hodnotu s australským dolarem, je na něj pevně navázán v poměru 1:1. V běžném platebním styku převažují v současnosti australské mince, bankovky se používají výhradně australské. Díky nepříliš velkému množství jsou kiribatské mince vyhledávany sběrateli. 

## Mince
První emise kiribatských mincí primárně určených pro každodenní platební styk je datována do roku 1979. Do oběhu byly uvedeny mince ve stejných hodnotách, jako v té době existovaly u australského dolaru: 1, 2, 5, 10, 20, 50 centů a 1 dolar. V roce 1989 byla přidána mince 2 dolary. V roce 1992 proběhla emise nových mincí 1, 2 a 5 centů. Všechny mince mají na rubové straně vyobrazený státní znak Kiribati. Na lícové straně jsou motivy z místní přírody a kulturního dědictví.  
Kiribati razí množství pamětních mincí výhradně pro numismatické účely.